# Baek Jin-hee
Đây là một tên người Triều Tiên, họ là Baek.
Baek Jin-hee (tiếng Hàn: 백진희, sinh ngày 8 tháng 2 năm 1990) là một nữ diễn viên người Hàn Quốc. Cô được biết đến qua vai diễn trong các bộ phim điện ảnh lẫn truyền hình như Bandhobi, Foxy Festival, Gia đình là số một (phần 3), Hoàng hậu Ki, và Triangle.

## Các phim tham gia

### Phim điện ảnh
| Năm  | Tên phim                       | Vai diễn    |
| ---- | ------------------------------ | ----------- |
| 2009 | The Naked Kitchen              | Nữ sinh     |
| 2009 | Bandhobi                       | Min-seo     |
| 2009 | Missing Person                 | Da-ye       |
| 2010 | Acoustic                       | Jin-hee     |
| 2010 | Foxy Festival                  | Ja-hye      |
| 2012 | Hoya (Eighteen, Nineteen)      | Seo-ya      |
| 2013 | Rockin' on Heaven's Door       | Anna        |
| 2013 | Horror Stories 2: The Accident | Kang Ji-eun |

### Phim truyền hình
| Năm  | Tên phim                          | Vai diễn        | Nhà đài |
| ---- | --------------------------------- | --------------- | ------- |
| 2008 | Crime (phần 2)                    | Vai phụ         | Dramax  |
| 2009 | Ngàn lần yêu em                   | Go Eun-jung     | SBS     |
| 2010 | Drama City "Secret Flower Garden" | Park Yeo-jin    | KBS2    |
| 2011 | Drama City "Hair Show"            | Lee Young-won   | KBS2    |
| 2011 | Gia đình là số một (phần 3)       | Baek Jin-hee    | MBC     |
| 2012 | Jeon Woo-chi                      | Lee Hye-ryung   | KBS2    |
| 2013 | Hôn nhân vàng                     | Jung Mong-hyun  | MBC     |
| 2013 | Hoàng hậu Ki                      | Đáp Nạp Thất Lý | MBC     |
| 2014 | Triangle                          | Oh Jung-hee     | MBC     |
| 2014 | Pride and Prejudice               | Han Yeol Moo    | MBC     |
| 2017 | 9 người mất tích                  | Ra Bong Hee     | MBC     |
| 2017 | Jugglers                          | Jwa Yoon-yi     | KBS2    |
| 2018 | Let's eat 3                       | Lee Ji-woo      | tvN     |
| 2023 | Người ấy đã đến                   | Oh Yeon-doo     | KBS2    |

### MV
| Năm  | Ca khúc                 | Ca sĩ        |
| ---- | ----------------------- | ------------ |
| 2010 | "Station"               | Lee Suk-hoon |
| 2014 | "One, Two, Three, Four" | The One      |

## Giải thưởng và đề cử
| Năm  | Giải thưởng                                | Hạng mục                                                        | Phim                        | Kết quả   |
| ---- | ------------------------------------------ | --------------------------------------------------------------- | --------------------------- | --------- |
| 2009 | Cine21 Magazine                            | Nữ diễn viên mới của năm                                        | Bandhobi                    | Đoạt giải |
| 2010 | Giải thưởng Nghệ thuật Baeksang lần thứ 46 | Nữ diễn viên mới xuất sắc nhất                                  | Bandhobi                    | Đề cử     |
| 2011 | Giải thưởng Daejong lần thứ 48             | Nữ diễn viên mới xuất sắc nhất                                  | Foxy Festival               | Đề cử     |
| 2011 | Giải thưởng điện ảnh Rồng Xanh lần thứ 32  | Nữ diễn viên mới xuất sắc nhất                                  | Foxy Festival               | Đề cử     |
| 2011 | MBC Entertainment Awards                   | Popularity Award in a Sitcom/Comedy                             | Gia đình là số một (phần 3) | Đoạt giải |
| 2011 | Giải thưởng truyền hình KBS                | Nữ diễn viên xuất sắc nhất thể loại One-Act Special/Short Drama | Hair Show                   | Đề cử     |
| 2013 | Mnet 20's Choice Awards lần thứ 7          | 20's Booming Star - Nữ                                          | Jeon Woo-chi, Pots of Gold  | Đề cử     |
| 2013 | Giải thưởng truyền hình MBC                | Nữ diễn viên mới xuất sắc nhất                                  | Hoàng hậu Ki                | Đoạt giải |
| 2014 | Giải thưởng Nghệ thuật Baeksang lần thứ 50 | Nữ diễn viên mới xuất sắc nhất (Hạng mục "Phim truyền hình")    | Hoàng hậu Ki                | Đoạt giải |